# Ікітос
Ікітос (ісп. Iquitos; кеч. Ikitus) — місто в Перу, найбільше в перуанській Амазонії. Адміністративний центр регіону Лорето та провінції Майнас.
Маючи населення 437 376 чоловік (2015), є найбільшим містом на Землі, що не має зв'язку з іншими містами (не враховуючи дороги завдовжки 100 км у сусіднє місто Наута) суходолом, а лише річкою чи авіацією. В Ікітосі є два університети та міжнародний аеропорт.

## Географія
Знаходиться на річці Амазонка за 150 км вниз за течією від її появи в результаті злиття річок Мараньйон і Укаялі, на висоті 106 м.

### Клімат
Місто знаходиться у зоні екваторіального клімату. Найтепліший місяць — січень з середньою температурою 27.2 °C (81 °F). Найхолодніший місяць — липень, з середньою температурою 25.6 °С (78 °F).
| Клімат Ікітоса          | Клімат Ікітоса | Клімат Ікітоса | Клімат Ікітоса | Клімат Ікітоса | Клімат Ікітоса | Клімат Ікітоса | Клімат Ікітоса | Клімат Ікітоса | Клімат Ікітоса | Клімат Ікітоса | Клімат Ікітоса | Клімат Ікітоса | Клімат Ікітоса |
| Показник                | Січ.           | Лют.           | Бер.           | Квіт.          | Трав.          | Черв.          | Лип.           | Серп.          | Вер.           | Жовт.          | Лист.          | Груд.          | Рік            |
| Абсолютний максимум, °C | 36             | 37             | 36             | 35             | 37             | 37             | 36             | 37             | 40             | 36             | 38             | 36             | 40             |
| Середній максимум, °C   | 31             | 30             | 30             | 30             | 30             | 29             | 29             | 30             | 31             | 31             | 31             | 31             | 30             |
| Середня температура, °C | 27             | 27             | 27             | 26             | 26             | 26             | 25             | 26             | 26             | 26             | 27             | 26             | 26             |
| Середній мінімум, °C    | 22             | 22             | 22             | 22             | 22             | 22             | 21             | 22             | 22             | 22             | 22             | 22             | 22             |
| Абсолютний мінімум, °C  | 20             | 20             | 19             | 20             | 17             | 13             | 13             | 13             | 15             | 16             | 16             | 20             | 13             |
| Норма опадів, мм        | 260            | 250            | 290            | 300            | 260            | 200            | 160            | 160            | 190            | 230            | 240            | 250            | 2900           |
| Днів з опадами          | 18             | 15             | 18             | 17             | 18             | 16             | 13             | 13             | 14             | 14             | 16             | 17             | 189            |
| Вологість повітря, %    | 90             | 90             | 90             | 90             | 90             | 90             | 90             | 85             | 85             | 85             | 85             | 90             | 88.3           |
| ----------------------- | -------------- | -------------- | -------------- | -------------- | -------------- | -------------- | -------------- | -------------- | -------------- | -------------- | -------------- | -------------- | -------------- |
| Джерело: Weatherbase    |                |                |                |                |                |                |                |                |                |                |                |                |                |

## Історія
Місто було засноване 1757 року як єзуїтська місія Сан-Пабло, але потім перейменований в Ікітос. Ікітос почав рости в XIX столітті після початку каучукового буму. В цей період в місті були побудовані величні помістя, такі, як Залізний будинок, ісп. Casa del Fierro, спроектований Гюставом Ейфелем. Після появи штучного каучуку ріст економіки міста знизився.

## Економіка
Основою економіки міста є сплав лісу. Також розвинені нафтопереробка, виготовлення пива та рому.

## Пам'ятки

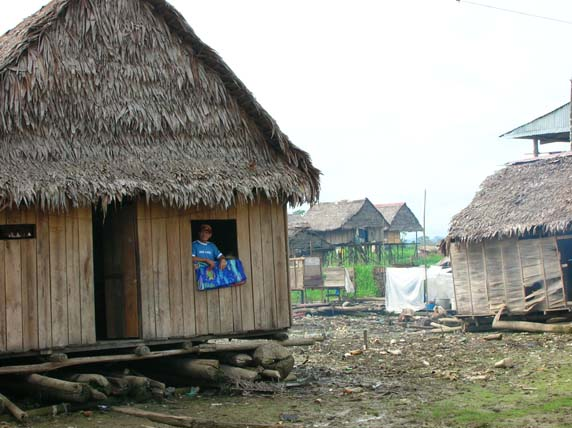
Типовий дім в Белені

- Белен — район міста, є типовим індіанським селищем, куди в сезон дощів можливо дістатися тільки водним шляхом.

- Галерея Сесара Кальво де Араухо, художника-вихідця сусіднього міста Юрімагуас, який зобразив рідні місця та їх жителів.
- Корабель-музей América - річковий канонерський човен, побудований 1905 року.

## Цікаві факти
- В околицях Ікітоса знімався фільм Вернера Херцога «Фіцкарральдо».

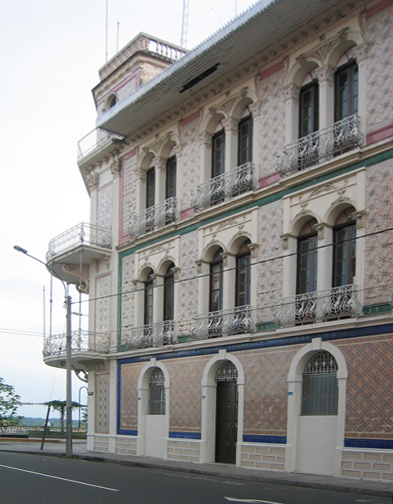
Приклад архітектури періоду каучукувого буму
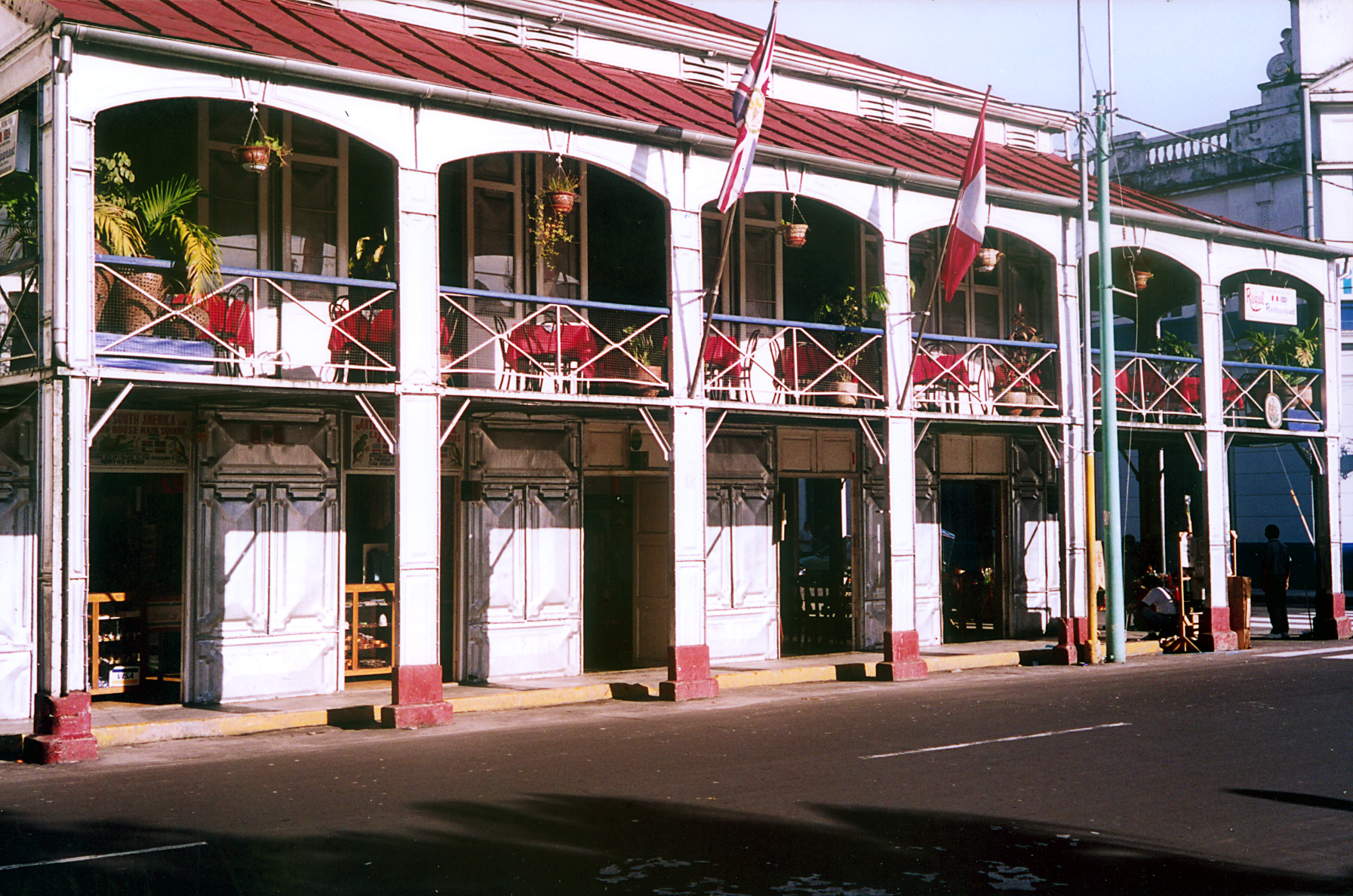
Каса дель Ієрро